# Xestia mustelina
Xestia mustelina là một loài bướm đêm trong họ Noctuidae.